# 松田充弘 (実業家)

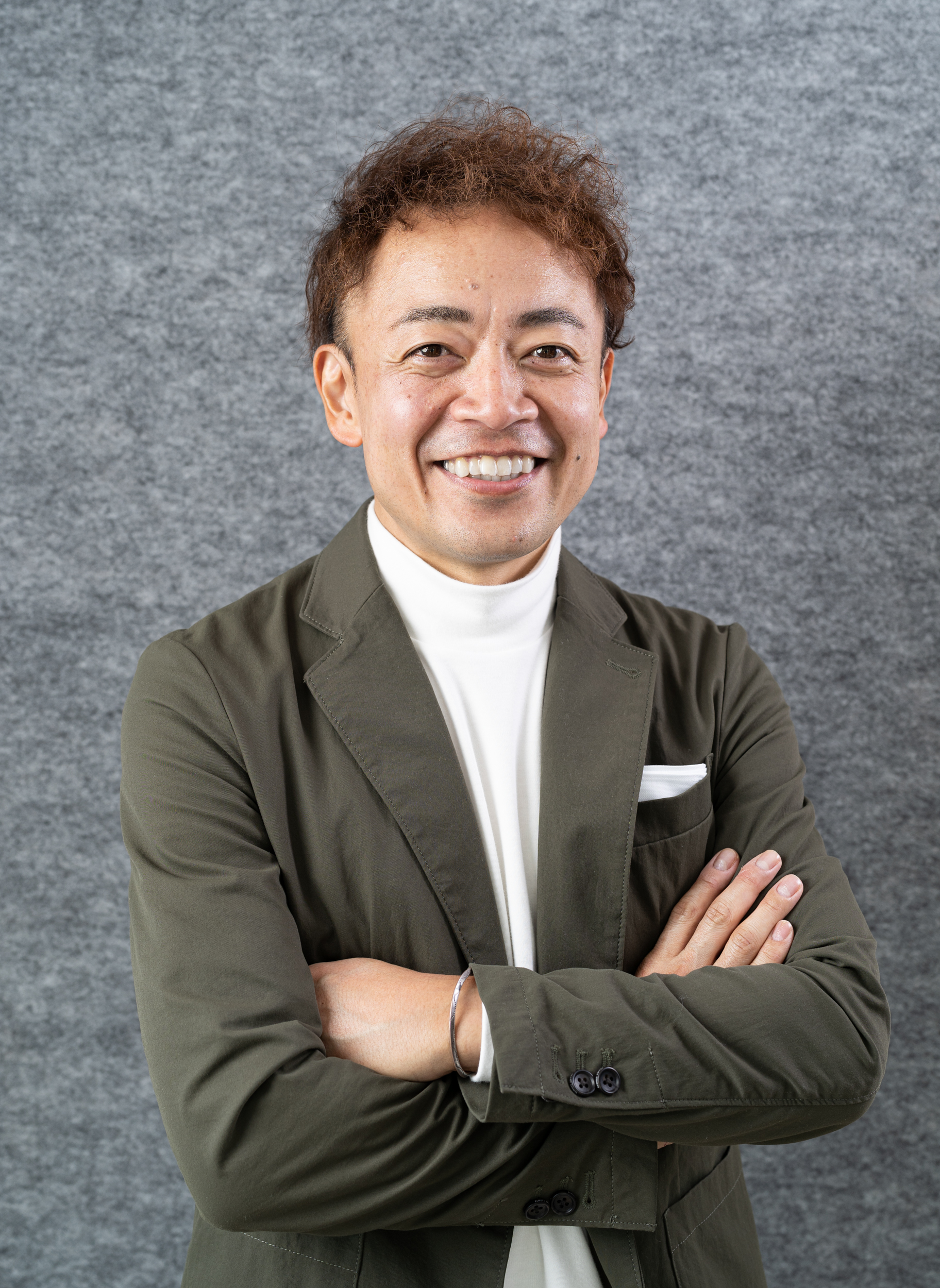

松田 充弘（まつだ みつひろ、1971年（昭和46年）12月15日 -  ）は、大阪府守口市出身の実業家。グロービスMBA大学院の客員准教授を務める一方、ITシステム事業、コンサルティング事業、美容院を経営するシリアルアントレプレナー兼ビジネスプロデューサー。株式会社gamba代表取締役社長、株式会社Next Acton代表取締役社長、株式会社GM-NeXT代表取締役社長、グロービスMBA大学院の客員准教授である。

## 人物
大阪府守口市生まれ。父は工務店、母は美容院を経営する経営者一家の長男として生まれる。東海大学教養学部を卒業後、株式会社マイカル（現イオンリテール）に入社。その後、人材派遣のグッドジョブ株式会社（現パーソルテンプスタッフ）を経て、2002年に日本初のパートタイム人材会社「株式会社ビースタイル」を創業メンバー4人で設立。2014年、ダイバーシティ型のビジネスモデル構築支援の株式会社Next Actionを設立し、代表取締役に就任。
2016年、日報に特化したSNSアプリ「gamba!」を提供する株式会社gambaの取締役副社長に就任。2018年、株式会社gamba 代表取締役に就任。日本最大の15,300社を超える導入実績を誇り、業界をリードする存在となる。2019年、美容師の個人事業拡大を支援するコンサルティング会社、株式会社GM-NeXTを設立し、代表取締役に就任。これまでに13事業の新規立ち上げを行い、全てが現存事業として展開中。その経験を生かし、グロービスMBA経営大学院大学では客員准教授として、ビジネスリーダー研修を年間180講座実施している。受講者は年間平均4,500名。

## 略歴
- 1971年　大阪府守口市生まれ
- 1994年　東海大学教養学部を卒業
- 1994年　株式会社マイカル（現イオン）に入社
- 2002年　株式会社ビースタイルを設立
- 2014年   株式会社Next Actionを設立 代表取締役
- 2016年　株式会社gamba 取締役副社長に就任
- 2018年　株式会社gamba 代表取締役に就任
- 2019年   株式会社GM-NeXTを設立　代表取締役